# Helmscherode
Helmscherode är en by i kommunen Bad Gandersheim, drygt 50 km söder om Hannover i Tyskland. Den tidigare kommunen Helmscherode uppgick i Bad Gandersheim 1 mars 1974. Här föddes den tyske fältmarskalken Wilhelm Keitel (1882-1946).